# Ectropis calida
Ectropis calida är en fjärilsart som beskrevs av Goldfinch 1944. Ectropis calida ingår i släktet Ectropis och familjen mätare. Inga underarter finns listade i Catalogue of Life.